# Sugok-myeon
Sugok-myeon (koreanska: 수곡면) är en socken i den södra delen av Sydkorea, 280 km söder om huvudstaden Seoul. Den ligger i kommunen Jinju i provinsen Södra Gyeongsang.